# 화현초등학교
화현초등학교는 대한민국 경기도 포천시 화현면 화현리에 있는 공립 초등학교이다.

## 학교 연혁
- 1934년 3월 1일 : 포천공립보통학교 부설 화현간이학교 인가
- 1934년 4월 15일 : 개교
- 1944년 4월 5일 : 화현국민학교로 승격인가
- 1981년 3월 10일 : 병설유치원 개원
- 1996년 3월 1일 : 화현초등학교로 교명 개칭
- 1998년 7월 15일 : 식당 겸 강당 신축(71.5평)
- 2000년 12월 13일 : 학교 환경 특색사업 준공
- 2004년 3월 1일 : 경기도교육청 연구학교 지정
- 2005년 10월 30일 : 다목적실 및 상담실 신축
- 2007년 3월 1일 : 골프특성화학교 지정
- 2012년 2월 13일 : 2011학년도 학력향상 창의경영 우수학교 선정
- 2012년 3월 1일 : 특수학급 신설(1학급)
- 2013년 2월 28일 : 2012학년도 학력향상 창의경영 우수학교 선정
- 2013년 4월 15일 : 학부모정책 선도학교 지정
- 2013년 8월 18일 : 급식실 리모델링
- 2014년 10월 24일 : 보건실, 숙직실 증축
- 2015년 2월 13일 : 제68회 졸업식(졸업생 총2,505명)
- 2015년 3월 1일 : 제33대 강복철교장 취임
- 2015년 3월 1일 : 초등학교 6학급 및 병설유치원 1학급 편성